# Ravelsbach
Ravelsbach è un comune austriaco di 1 602 abitanti nel distretto di Hollabrunn, in Bassa Austria; ha lo status di comune mercato (Marktgemeinde). Nel 1967 ha inglobato i comuni soppressi di Baierdorf, Oberravelsbach e Parisdorf e nel 1971 quelli di Gaindorf, Minichhofen e Pfaffstetten.